# Maura McHugh
Maura McHugh, coniugata Olson (Worcester, 20 giugno 1953), è un'ex cestista e allenatrice di pallacanestro statunitense, professionista nella ABL e nella WNBA.

## Carriera
Ha guidato per tre stagioni le Sacramento Monarchs.